# All inclusive (film)
All inclusive är en svensk komedifilm i regi av Karin Fahlén med Suzanne Reuter, Liv Mjönes och Jennie Silfverhielm i huvudrollerna. All inclusive hade premiär 10 november 2017. Producenter var Anna Croneman och Anna Anthony. För manus svarade Daniel Karlsson och Mette Heeno. Filmen blev guldbaggenominerad, utan att vinna, för Bästa kvinnliga huvudroll och Bästa smink/mask. 

## Handling
All inclusive handlar om en dysfunktionell familj. Två systrar reser på solsemester till Kroatien med sin mor för att fira moderns 60-årsdag.

## Rollista
| - Suzanne Reuter – Inger - Liv Mjönes – Tove - Jennie Silfverhjelm – Malin - Goran Bogdan – Antonio - Jonas Karlsson – Anders - Hjalmar Gustafsson – Oliver - Ksenija Marinkovic – Alicia - Jacob Ericksson – Tommy | - Shebly Niavarani – Paul - Rafael Pettersson – Henrik - Sofia Bach – Tina - Gustav Lind – Carl - Annika Ryberg Whittembury – Carls mamma - Pia Halvorsen – Majken - Ellen Jelinek – Flygvärdinnan |

## Om filmen
Filmen är en nyinspelning av en dansk film med samma namn från 2014, regisserad av Hella Joof. Enligt Karin Fahlén är det dock många ändringar från originalet. Scenerna i Kroatien spelades in på plats i Kroatien.

## Mottagande
Filmen fick mycket spridda recensioner av svenska filmkritiker.